# Magyar labdarúgó-ligakupa
A magyar labdarúgó-ligakupa (gyakran: Ligakupa) a magyar bajnokság és a Magyar Kupa után a harmadik legrangosabb hazai versenysorozat volt. A kupát 2007-ben írták ki először és 2015-ig összesen nyolc alkalommal rendezték meg, a lebonyolítási formát pedig többször módosították. A legsikeresebb csapat a Videoton három győzelemmel.

## Története

### Kezdetek
Bár az első tervezet már 2005-ben elkészült, s az akkori ligaelnök, dr. Szieben László nagy marketing bevételt látott az ötletben. A sorozat akkori tervezete kieséses rendszerről szólt, s a profi klubok (azaz NB I-es és NB II-es csapatok) vettek volna benne részt. Szieben távozásával azonban feledésbe merült az ötlet. 
2007 nyarán Kisteleki István, MLSZ elnök vetette fel a szakmai bizottságnak újra az ötletet. A magyar edzők szervezete támogatta a kezdeményezést, ugyanis így egyrészt lehetőség lehet adni tétmérkőzésen a fiatal labdarúgóknak, másrészt így a játékosok jobban terhelve vannak.

## Lebonyolítás
Az MLSZ vezérkara a versenyszabályzat kialakításánál a versenybizottságot arra kérte, hogy minél több mérkőzés legyen kupa keretein belül, s Európában egyedülálló rendszere legyen.
A formátumot eddig szinte évről évre megváltoztatta az MLSZ. A részt vevő csapatok száma 16, 24, illetve 32 között változott attól függően, hogy hány NB II-es csapat szereplését engedélyezte a szövetség. A 2013-14-es szezontól, az NB II egycsoportosításával, és az NB I-es csapatok második csapatainak kizárásával lehetővé vált, hogy az összes NB II-es klub részt vegyen a küzdelmekben.
Az első kiírásban még ősszel és tavasszal is rendeztek egy-egy kupasorozatot, előbbi a Puskás-kupa, utóbbi a Deák-kupa nevet kapta. Amennyiben ugyanaz a csapat nyerte volna mindkettőt, automatikusan ligakupagyőztes lett volna, egyébként a két győztes játszotta a nagydöntőt. Ezt a lebonyolítási formát azonban már a második kiírásra eltörölték, attól kezdve ősztől tavaszig, egyetlen sorozatban küzdöttek a csapatok.
A nemzetközi kupákban ismert rendszerben folytak a küzdelmek. A résztvevőknek előbb csoportmérkőzéseken kellett kivívniuk a továbbjutást, majd egyenes kieséses szakasz következett a döntőig.

## Média és marketing
A Ligakupa fordulóinak közvetítési jogait a Sport TV 3 évre 150 millió forintért megvette. A kluboknak egyéb pluszbevételt csak az eladott jegyek hoztak.

## Döntők
| Kiírás  | Győztes       | Vesztes            | Eredmény | Helyszín          | Nézőszám |
| ------- | ------------- | ------------------ | -------- | ----------------- | -------- |
| 2007–08 | Fehérvár FC   | Debreceni VSC      | 1–0      | Sóstói Stadion    | 100      |
| 2007–08 | Fehérvár FC   | Debreceni VSC      | 2–0      | Oláh Gábor utca   | 300      |
| 2008–09 | Fehérvár FC   | Pécsi MFC          | 3–1      | Révész Géza utca  | 1200     |
| 2009–10 | Debreceni VSC | Paksi FC           | 2–1      | Széktói Stadion   | 100      |
| 2010–11 | Paksi FC      | Debreceni VSC      | 1–2      | Oláh Gábor utca   | 4800     |
| 2010–11 | Paksi FC      | Debreceni VSC      | 3–0      | Fehérvári út      | 100      |
| 2011–12 | Videoton FC   | Kecskeméti TE      | 3–0      | Széktói Stadion   | 150      |
| 2012–13 | Ferencváros   | Videoton FC        | 5–1      | Sóstói Stadion    | 5000     |
| 2013–14 | Diósgyőri VTK | Videoton FC        | 2–1      | DVTK-stadion      | 6000     |
| 2014–15 | Ferencváros   | Debreceni VSC–TEVA | 2–1      | Nagyerdei stadion | 5500     |

### Legsikeresebb csapatok
| Csapat                                   | Győzelem | Szezonok                  |
| ---------------------------------------- | -------- | ------------------------- |
| Videoton FC (korábban Fehérvár FC néven) | 3        | 2007–08, 2008–09, 2011–12 |
| Ferencvárosi TC                          | 2        | 2012–13, 2014–15          |
| Debreceni VSC                            | 1        | 2009–10                   |
| Paksi FC                                 | 1        | 2010–11                   |
| Diósgyőri VTK                            | 1        | 2013–14                   |

## Külső hivatkozások
- A Magyar Labdarúgó-szövetség hivatalos honlapja (magyarul)